# Залокоцького — Мітюшина тема-1
Те́ма-1 Залоко́цького — Мітю́шина — тема в шаховій композиції ортодоксального жанру. Суть теми — в білих є хибний слід, на який є, як мінімум, три спростування на різні три тематичних поля. В рішенні білі в варіантах оголошують мати  чорному королю  з тематичних полів, на які в хибному сліді (ході) ходили чорні, щоб спростувати цю хибну спробу. Тематичні мати повинні оголошуватися без взяття чорних фігур, які спростовували хибну гру.

## Історія
Вперше ідею втілили українські проблемісти — Роман Залокоцький (03.05.1940 — 17.09.2021) і Анатолій Мітюшин (15.05.1960) у 2014 році як раз у дні свого народження — 03.05 – 15.05. В цей час були створені перші задачі з таким задумом.
В задачі у білих є хибний слід, який спростовується ходами однієї або кількох чорних фігур, як мінімум на три різних тематичних поля. В рішенні на захисти чорних почергово білі повинні оголосити мати з тематичних полів, на які були спростування хибного сліду.
Ідея дістала назву — тема-1 Залокоцького — Мітюшина, оскільки є ще одна тема цих проблемістів: тема-2 Залокоцького — Мітюшина. В журналі «Чорно-білі стежини» № 4 2014 року було оголошено тематичний ювілейний конкурс «Роман Залокоцький — 75», завданням конкурсу було — скласти задачу на тему-1 Залокоцького — Мітюшина. Підсумки конкурсу опубліковані в журналі «Чорно-білі стежини» № 4 2015 року.
Алгоритм вираження теми:
1. X?
1. ... fa, fb, fc! (f — чорна фігура, або фігури; a, b, c — поля, на які ходить ця чорна фігура)1. А!1. ... ~ 2. Fa #
1. ... ~ 2. Fb #
1. ... ~ 2. Fc # (F — біла фігура, або фігури; a, b, c — поля, на які ходить ця біла фігура)
|   | a | b | c | d | e | f | g | h |   |
| 8 | d8 білий кінь · c7 білий слон · g7 чорний слон · h7 білий король · a6 чорна тура · b6 чорний кінь · e6 білий пішак · g6 білий ферзь · h6 білий кінь · d5 чорний король · e5 чорний пішак · h5 чорний пішак · b4 білий пішак · g4 чорний пішак · b3 білий пішак · c3 білий пішак · d3 чорний пішак · e3 білий пішак · c2 чорний слон · d2 чорний пішак · h1 чорний ферзь | d8 білий кінь · c7 білий слон · g7 чорний слон · h7 білий король · a6 чорна тура · b6 чорний кінь · e6 білий пішак · g6 білий ферзь · h6 білий кінь · d5 чорний король · e5 чорний пішак · h5 чорний пішак · b4 білий пішак · g4 чорний пішак · b3 білий пішак · c3 білий пішак · d3 чорний пішак · e3 білий пішак · c2 чорний слон · d2 чорний пішак · h1 чорний ферзь | d8 білий кінь · c7 білий слон · g7 чорний слон · h7 білий король · a6 чорна тура · b6 чорний кінь · e6 білий пішак · g6 білий ферзь · h6 білий кінь · d5 чорний король · e5 чорний пішак · h5 чорний пішак · b4 білий пішак · g4 чорний пішак · b3 білий пішак · c3 білий пішак · d3 чорний пішак · e3 білий пішак · c2 чорний слон · d2 чорний пішак · h1 чорний ферзь | d8 білий кінь · c7 білий слон · g7 чорний слон · h7 білий король · a6 чорна тура · b6 чорний кінь · e6 білий пішак · g6 білий ферзь · h6 білий кінь · d5 чорний король · e5 чорний пішак · h5 чорний пішак · b4 білий пішак · g4 чорний пішак · b3 білий пішак · c3 білий пішак · d3 чорний пішак · e3 білий пішак · c2 чорний слон · d2 чорний пішак · h1 чорний ферзь | d8 білий кінь · c7 білий слон · g7 чорний слон · h7 білий король · a6 чорна тура · b6 чорний кінь · e6 білий пішак · g6 білий ферзь · h6 білий кінь · d5 чорний король · e5 чорний пішак · h5 чорний пішак · b4 білий пішак · g4 чорний пішак · b3 білий пішак · c3 білий пішак · d3 чорний пішак · e3 білий пішак · c2 чорний слон · d2 чорний пішак · h1 чорний ферзь | d8 білий кінь · c7 білий слон · g7 чорний слон · h7 білий король · a6 чорна тура · b6 чорний кінь · e6 білий пішак · g6 білий ферзь · h6 білий кінь · d5 чорний король · e5 чорний пішак · h5 чорний пішак · b4 білий пішак · g4 чорний пішак · b3 білий пішак · c3 білий пішак · d3 чорний пішак · e3 білий пішак · c2 чорний слон · d2 чорний пішак · h1 чорний ферзь | d8 білий кінь · c7 білий слон · g7 чорний слон · h7 білий король · a6 чорна тура · b6 чорний кінь · e6 білий пішак · g6 білий ферзь · h6 білий кінь · d5 чорний король · e5 чорний пішак · h5 чорний пішак · b4 білий пішак · g4 чорний пішак · b3 білий пішак · c3 білий пішак · d3 чорний пішак · e3 білий пішак · c2 чорний слон · d2 чорний пішак · h1 чорний ферзь | d8 білий кінь · c7 білий слон · g7 чорний слон · h7 білий король · a6 чорна тура · b6 чорний кінь · e6 білий пішак · g6 білий ферзь · h6 білий кінь · d5 чорний король · e5 чорний пішак · h5 чорний пішак · b4 білий пішак · g4 чорний пішак · b3 білий пішак · c3 білий пішак · d3 чорний пішак · e3 білий пішак · c2 чорний слон · d2 чорний пішак · h1 чорний ферзь | 8 |
| 7 | d8 білий кінь · c7 білий слон · g7 чорний слон · h7 білий король · a6 чорна тура · b6 чорний кінь · e6 білий пішак · g6 білий ферзь · h6 білий кінь · d5 чорний король · e5 чорний пішак · h5 чорний пішак · b4 білий пішак · g4 чорний пішак · b3 білий пішак · c3 білий пішак · d3 чорний пішак · e3 білий пішак · c2 чорний слон · d2 чорний пішак · h1 чорний ферзь | d8 білий кінь · c7 білий слон · g7 чорний слон · h7 білий король · a6 чорна тура · b6 чорний кінь · e6 білий пішак · g6 білий ферзь · h6 білий кінь · d5 чорний король · e5 чорний пішак · h5 чорний пішак · b4 білий пішак · g4 чорний пішак · b3 білий пішак · c3 білий пішак · d3 чорний пішак · e3 білий пішак · c2 чорний слон · d2 чорний пішак · h1 чорний ферзь | d8 білий кінь · c7 білий слон · g7 чорний слон · h7 білий король · a6 чорна тура · b6 чорний кінь · e6 білий пішак · g6 білий ферзь · h6 білий кінь · d5 чорний король · e5 чорний пішак · h5 чорний пішак · b4 білий пішак · g4 чорний пішак · b3 білий пішак · c3 білий пішак · d3 чорний пішак · e3 білий пішак · c2 чорний слон · d2 чорний пішак · h1 чорний ферзь | d8 білий кінь · c7 білий слон · g7 чорний слон · h7 білий король · a6 чорна тура · b6 чорний кінь · e6 білий пішак · g6 білий ферзь · h6 білий кінь · d5 чорний король · e5 чорний пішак · h5 чорний пішак · b4 білий пішак · g4 чорний пішак · b3 білий пішак · c3 білий пішак · d3 чорний пішак · e3 білий пішак · c2 чорний слон · d2 чорний пішак · h1 чорний ферзь | d8 білий кінь · c7 білий слон · g7 чорний слон · h7 білий король · a6 чорна тура · b6 чорний кінь · e6 білий пішак · g6 білий ферзь · h6 білий кінь · d5 чорний король · e5 чорний пішак · h5 чорний пішак · b4 білий пішак · g4 чорний пішак · b3 білий пішак · c3 білий пішак · d3 чорний пішак · e3 білий пішак · c2 чорний слон · d2 чорний пішак · h1 чорний ферзь | d8 білий кінь · c7 білий слон · g7 чорний слон · h7 білий король · a6 чорна тура · b6 чорний кінь · e6 білий пішак · g6 білий ферзь · h6 білий кінь · d5 чорний король · e5 чорний пішак · h5 чорний пішак · b4 білий пішак · g4 чорний пішак · b3 білий пішак · c3 білий пішак · d3 чорний пішак · e3 білий пішак · c2 чорний слон · d2 чорний пішак · h1 чорний ферзь | d8 білий кінь · c7 білий слон · g7 чорний слон · h7 білий король · a6 чорна тура · b6 чорний кінь · e6 білий пішак · g6 білий ферзь · h6 білий кінь · d5 чорний король · e5 чорний пішак · h5 чорний пішак · b4 білий пішак · g4 чорний пішак · b3 білий пішак · c3 білий пішак · d3 чорний пішак · e3 білий пішак · c2 чорний слон · d2 чорний пішак · h1 чорний ферзь | d8 білий кінь · c7 білий слон · g7 чорний слон · h7 білий король · a6 чорна тура · b6 чорний кінь · e6 білий пішак · g6 білий ферзь · h6 білий кінь · d5 чорний король · e5 чорний пішак · h5 чорний пішак · b4 білий пішак · g4 чорний пішак · b3 білий пішак · c3 білий пішак · d3 чорний пішак · e3 білий пішак · c2 чорний слон · d2 чорний пішак · h1 чорний ферзь | 7 |
| 6 | d8 білий кінь · c7 білий слон · g7 чорний слон · h7 білий король · a6 чорна тура · b6 чорний кінь · e6 білий пішак · g6 білий ферзь · h6 білий кінь · d5 чорний король · e5 чорний пішак · h5 чорний пішак · b4 білий пішак · g4 чорний пішак · b3 білий пішак · c3 білий пішак · d3 чорний пішак · e3 білий пішак · c2 чорний слон · d2 чорний пішак · h1 чорний ферзь | d8 білий кінь · c7 білий слон · g7 чорний слон · h7 білий король · a6 чорна тура · b6 чорний кінь · e6 білий пішак · g6 білий ферзь · h6 білий кінь · d5 чорний король · e5 чорний пішак · h5 чорний пішак · b4 білий пішак · g4 чорний пішак · b3 білий пішак · c3 білий пішак · d3 чорний пішак · e3 білий пішак · c2 чорний слон · d2 чорний пішак · h1 чорний ферзь | d8 білий кінь · c7 білий слон · g7 чорний слон · h7 білий король · a6 чорна тура · b6 чорний кінь · e6 білий пішак · g6 білий ферзь · h6 білий кінь · d5 чорний король · e5 чорний пішак · h5 чорний пішак · b4 білий пішак · g4 чорний пішак · b3 білий пішак · c3 білий пішак · d3 чорний пішак · e3 білий пішак · c2 чорний слон · d2 чорний пішак · h1 чорний ферзь | d8 білий кінь · c7 білий слон · g7 чорний слон · h7 білий король · a6 чорна тура · b6 чорний кінь · e6 білий пішак · g6 білий ферзь · h6 білий кінь · d5 чорний король · e5 чорний пішак · h5 чорний пішак · b4 білий пішак · g4 чорний пішак · b3 білий пішак · c3 білий пішак · d3 чорний пішак · e3 білий пішак · c2 чорний слон · d2 чорний пішак · h1 чорний ферзь | d8 білий кінь · c7 білий слон · g7 чорний слон · h7 білий король · a6 чорна тура · b6 чорний кінь · e6 білий пішак · g6 білий ферзь · h6 білий кінь · d5 чорний король · e5 чорний пішак · h5 чорний пішак · b4 білий пішак · g4 чорний пішак · b3 білий пішак · c3 білий пішак · d3 чорний пішак · e3 білий пішак · c2 чорний слон · d2 чорний пішак · h1 чорний ферзь | d8 білий кінь · c7 білий слон · g7 чорний слон · h7 білий король · a6 чорна тура · b6 чорний кінь · e6 білий пішак · g6 білий ферзь · h6 білий кінь · d5 чорний король · e5 чорний пішак · h5 чорний пішак · b4 білий пішак · g4 чорний пішак · b3 білий пішак · c3 білий пішак · d3 чорний пішак · e3 білий пішак · c2 чорний слон · d2 чорний пішак · h1 чорний ферзь | d8 білий кінь · c7 білий слон · g7 чорний слон · h7 білий король · a6 чорна тура · b6 чорний кінь · e6 білий пішак · g6 білий ферзь · h6 білий кінь · d5 чорний король · e5 чорний пішак · h5 чорний пішак · b4 білий пішак · g4 чорний пішак · b3 білий пішак · c3 білий пішак · d3 чорний пішак · e3 білий пішак · c2 чорний слон · d2 чорний пішак · h1 чорний ферзь | d8 білий кінь · c7 білий слон · g7 чорний слон · h7 білий король · a6 чорна тура · b6 чорний кінь · e6 білий пішак · g6 білий ферзь · h6 білий кінь · d5 чорний король · e5 чорний пішак · h5 чорний пішак · b4 білий пішак · g4 чорний пішак · b3 білий пішак · c3 білий пішак · d3 чорний пішак · e3 білий пішак · c2 чорний слон · d2 чорний пішак · h1 чорний ферзь | 6 |
| 5 | d8 білий кінь · c7 білий слон · g7 чорний слон · h7 білий король · a6 чорна тура · b6 чорний кінь · e6 білий пішак · g6 білий ферзь · h6 білий кінь · d5 чорний король · e5 чорний пішак · h5 чорний пішак · b4 білий пішак · g4 чорний пішак · b3 білий пішак · c3 білий пішак · d3 чорний пішак · e3 білий пішак · c2 чорний слон · d2 чорний пішак · h1 чорний ферзь | d8 білий кінь · c7 білий слон · g7 чорний слон · h7 білий король · a6 чорна тура · b6 чорний кінь · e6 білий пішак · g6 білий ферзь · h6 білий кінь · d5 чорний король · e5 чорний пішак · h5 чорний пішак · b4 білий пішак · g4 чорний пішак · b3 білий пішак · c3 білий пішак · d3 чорний пішак · e3 білий пішак · c2 чорний слон · d2 чорний пішак · h1 чорний ферзь | d8 білий кінь · c7 білий слон · g7 чорний слон · h7 білий король · a6 чорна тура · b6 чорний кінь · e6 білий пішак · g6 білий ферзь · h6 білий кінь · d5 чорний король · e5 чорний пішак · h5 чорний пішак · b4 білий пішак · g4 чорний пішак · b3 білий пішак · c3 білий пішак · d3 чорний пішак · e3 білий пішак · c2 чорний слон · d2 чорний пішак · h1 чорний ферзь | d8 білий кінь · c7 білий слон · g7 чорний слон · h7 білий король · a6 чорна тура · b6 чорний кінь · e6 білий пішак · g6 білий ферзь · h6 білий кінь · d5 чорний король · e5 чорний пішак · h5 чорний пішак · b4 білий пішак · g4 чорний пішак · b3 білий пішак · c3 білий пішак · d3 чорний пішак · e3 білий пішак · c2 чорний слон · d2 чорний пішак · h1 чорний ферзь | d8 білий кінь · c7 білий слон · g7 чорний слон · h7 білий король · a6 чорна тура · b6 чорний кінь · e6 білий пішак · g6 білий ферзь · h6 білий кінь · d5 чорний король · e5 чорний пішак · h5 чорний пішак · b4 білий пішак · g4 чорний пішак · b3 білий пішак · c3 білий пішак · d3 чорний пішак · e3 білий пішак · c2 чорний слон · d2 чорний пішак · h1 чорний ферзь | d8 білий кінь · c7 білий слон · g7 чорний слон · h7 білий король · a6 чорна тура · b6 чорний кінь · e6 білий пішак · g6 білий ферзь · h6 білий кінь · d5 чорний король · e5 чорний пішак · h5 чорний пішак · b4 білий пішак · g4 чорний пішак · b3 білий пішак · c3 білий пішак · d3 чорний пішак · e3 білий пішак · c2 чорний слон · d2 чорний пішак · h1 чорний ферзь | d8 білий кінь · c7 білий слон · g7 чорний слон · h7 білий король · a6 чорна тура · b6 чорний кінь · e6 білий пішак · g6 білий ферзь · h6 білий кінь · d5 чорний король · e5 чорний пішак · h5 чорний пішак · b4 білий пішак · g4 чорний пішак · b3 білий пішак · c3 білий пішак · d3 чорний пішак · e3 білий пішак · c2 чорний слон · d2 чорний пішак · h1 чорний ферзь | d8 білий кінь · c7 білий слон · g7 чорний слон · h7 білий король · a6 чорна тура · b6 чорний кінь · e6 білий пішак · g6 білий ферзь · h6 білий кінь · d5 чорний король · e5 чорний пішак · h5 чорний пішак · b4 білий пішак · g4 чорний пішак · b3 білий пішак · c3 білий пішак · d3 чорний пішак · e3 білий пішак · c2 чорний слон · d2 чорний пішак · h1 чорний ферзь | 5 |
| 4 | d8 білий кінь · c7 білий слон · g7 чорний слон · h7 білий король · a6 чорна тура · b6 чорний кінь · e6 білий пішак · g6 білий ферзь · h6 білий кінь · d5 чорний король · e5 чорний пішак · h5 чорний пішак · b4 білий пішак · g4 чорний пішак · b3 білий пішак · c3 білий пішак · d3 чорний пішак · e3 білий пішак · c2 чорний слон · d2 чорний пішак · h1 чорний ферзь | d8 білий кінь · c7 білий слон · g7 чорний слон · h7 білий король · a6 чорна тура · b6 чорний кінь · e6 білий пішак · g6 білий ферзь · h6 білий кінь · d5 чорний король · e5 чорний пішак · h5 чорний пішак · b4 білий пішак · g4 чорний пішак · b3 білий пішак · c3 білий пішак · d3 чорний пішак · e3 білий пішак · c2 чорний слон · d2 чорний пішак · h1 чорний ферзь | d8 білий кінь · c7 білий слон · g7 чорний слон · h7 білий король · a6 чорна тура · b6 чорний кінь · e6 білий пішак · g6 білий ферзь · h6 білий кінь · d5 чорний король · e5 чорний пішак · h5 чорний пішак · b4 білий пішак · g4 чорний пішак · b3 білий пішак · c3 білий пішак · d3 чорний пішак · e3 білий пішак · c2 чорний слон · d2 чорний пішак · h1 чорний ферзь | d8 білий кінь · c7 білий слон · g7 чорний слон · h7 білий король · a6 чорна тура · b6 чорний кінь · e6 білий пішак · g6 білий ферзь · h6 білий кінь · d5 чорний король · e5 чорний пішак · h5 чорний пішак · b4 білий пішак · g4 чорний пішак · b3 білий пішак · c3 білий пішак · d3 чорний пішак · e3 білий пішак · c2 чорний слон · d2 чорний пішак · h1 чорний ферзь | d8 білий кінь · c7 білий слон · g7 чорний слон · h7 білий король · a6 чорна тура · b6 чорний кінь · e6 білий пішак · g6 білий ферзь · h6 білий кінь · d5 чорний король · e5 чорний пішак · h5 чорний пішак · b4 білий пішак · g4 чорний пішак · b3 білий пішак · c3 білий пішак · d3 чорний пішак · e3 білий пішак · c2 чорний слон · d2 чорний пішак · h1 чорний ферзь | d8 білий кінь · c7 білий слон · g7 чорний слон · h7 білий король · a6 чорна тура · b6 чорний кінь · e6 білий пішак · g6 білий ферзь · h6 білий кінь · d5 чорний король · e5 чорний пішак · h5 чорний пішак · b4 білий пішак · g4 чорний пішак · b3 білий пішак · c3 білий пішак · d3 чорний пішак · e3 білий пішак · c2 чорний слон · d2 чорний пішак · h1 чорний ферзь | d8 білий кінь · c7 білий слон · g7 чорний слон · h7 білий король · a6 чорна тура · b6 чорний кінь · e6 білий пішак · g6 білий ферзь · h6 білий кінь · d5 чорний король · e5 чорний пішак · h5 чорний пішак · b4 білий пішак · g4 чорний пішак · b3 білий пішак · c3 білий пішак · d3 чорний пішак · e3 білий пішак · c2 чорний слон · d2 чорний пішак · h1 чорний ферзь | d8 білий кінь · c7 білий слон · g7 чорний слон · h7 білий король · a6 чорна тура · b6 чорний кінь · e6 білий пішак · g6 білий ферзь · h6 білий кінь · d5 чорний король · e5 чорний пішак · h5 чорний пішак · b4 білий пішак · g4 чорний пішак · b3 білий пішак · c3 білий пішак · d3 чорний пішак · e3 білий пішак · c2 чорний слон · d2 чорний пішак · h1 чорний ферзь | 4 |
| 3 | d8 білий кінь · c7 білий слон · g7 чорний слон · h7 білий король · a6 чорна тура · b6 чорний кінь · e6 білий пішак · g6 білий ферзь · h6 білий кінь · d5 чорний король · e5 чорний пішак · h5 чорний пішак · b4 білий пішак · g4 чорний пішак · b3 білий пішак · c3 білий пішак · d3 чорний пішак · e3 білий пішак · c2 чорний слон · d2 чорний пішак · h1 чорний ферзь | d8 білий кінь · c7 білий слон · g7 чорний слон · h7 білий король · a6 чорна тура · b6 чорний кінь · e6 білий пішак · g6 білий ферзь · h6 білий кінь · d5 чорний король · e5 чорний пішак · h5 чорний пішак · b4 білий пішак · g4 чорний пішак · b3 білий пішак · c3 білий пішак · d3 чорний пішак · e3 білий пішак · c2 чорний слон · d2 чорний пішак · h1 чорний ферзь | d8 білий кінь · c7 білий слон · g7 чорний слон · h7 білий король · a6 чорна тура · b6 чорний кінь · e6 білий пішак · g6 білий ферзь · h6 білий кінь · d5 чорний король · e5 чорний пішак · h5 чорний пішак · b4 білий пішак · g4 чорний пішак · b3 білий пішак · c3 білий пішак · d3 чорний пішак · e3 білий пішак · c2 чорний слон · d2 чорний пішак · h1 чорний ферзь | d8 білий кінь · c7 білий слон · g7 чорний слон · h7 білий король · a6 чорна тура · b6 чорний кінь · e6 білий пішак · g6 білий ферзь · h6 білий кінь · d5 чорний король · e5 чорний пішак · h5 чорний пішак · b4 білий пішак · g4 чорний пішак · b3 білий пішак · c3 білий пішак · d3 чорний пішак · e3 білий пішак · c2 чорний слон · d2 чорний пішак · h1 чорний ферзь | d8 білий кінь · c7 білий слон · g7 чорний слон · h7 білий король · a6 чорна тура · b6 чорний кінь · e6 білий пішак · g6 білий ферзь · h6 білий кінь · d5 чорний король · e5 чорний пішак · h5 чорний пішак · b4 білий пішак · g4 чорний пішак · b3 білий пішак · c3 білий пішак · d3 чорний пішак · e3 білий пішак · c2 чорний слон · d2 чорний пішак · h1 чорний ферзь | d8 білий кінь · c7 білий слон · g7 чорний слон · h7 білий король · a6 чорна тура · b6 чорний кінь · e6 білий пішак · g6 білий ферзь · h6 білий кінь · d5 чорний король · e5 чорний пішак · h5 чорний пішак · b4 білий пішак · g4 чорний пішак · b3 білий пішак · c3 білий пішак · d3 чорний пішак · e3 білий пішак · c2 чорний слон · d2 чорний пішак · h1 чорний ферзь | d8 білий кінь · c7 білий слон · g7 чорний слон · h7 білий король · a6 чорна тура · b6 чорний кінь · e6 білий пішак · g6 білий ферзь · h6 білий кінь · d5 чорний король · e5 чорний пішак · h5 чорний пішак · b4 білий пішак · g4 чорний пішак · b3 білий пішак · c3 білий пішак · d3 чорний пішак · e3 білий пішак · c2 чорний слон · d2 чорний пішак · h1 чорний ферзь | d8 білий кінь · c7 білий слон · g7 чорний слон · h7 білий король · a6 чорна тура · b6 чорний кінь · e6 білий пішак · g6 білий ферзь · h6 білий кінь · d5 чорний король · e5 чорний пішак · h5 чорний пішак · b4 білий пішак · g4 чорний пішак · b3 білий пішак · c3 білий пішак · d3 чорний пішак · e3 білий пішак · c2 чорний слон · d2 чорний пішак · h1 чорний ферзь | 3 |
| 2 | d8 білий кінь · c7 білий слон · g7 чорний слон · h7 білий король · a6 чорна тура · b6 чорний кінь · e6 білий пішак · g6 білий ферзь · h6 білий кінь · d5 чорний король · e5 чорний пішак · h5 чорний пішак · b4 білий пішак · g4 чорний пішак · b3 білий пішак · c3 білий пішак · d3 чорний пішак · e3 білий пішак · c2 чорний слон · d2 чорний пішак · h1 чорний ферзь | d8 білий кінь · c7 білий слон · g7 чорний слон · h7 білий король · a6 чорна тура · b6 чорний кінь · e6 білий пішак · g6 білий ферзь · h6 білий кінь · d5 чорний король · e5 чорний пішак · h5 чорний пішак · b4 білий пішак · g4 чорний пішак · b3 білий пішак · c3 білий пішак · d3 чорний пішак · e3 білий пішак · c2 чорний слон · d2 чорний пішак · h1 чорний ферзь | d8 білий кінь · c7 білий слон · g7 чорний слон · h7 білий король · a6 чорна тура · b6 чорний кінь · e6 білий пішак · g6 білий ферзь · h6 білий кінь · d5 чорний король · e5 чорний пішак · h5 чорний пішак · b4 білий пішак · g4 чорний пішак · b3 білий пішак · c3 білий пішак · d3 чорний пішак · e3 білий пішак · c2 чорний слон · d2 чорний пішак · h1 чорний ферзь | d8 білий кінь · c7 білий слон · g7 чорний слон · h7 білий король · a6 чорна тура · b6 чорний кінь · e6 білий пішак · g6 білий ферзь · h6 білий кінь · d5 чорний король · e5 чорний пішак · h5 чорний пішак · b4 білий пішак · g4 чорний пішак · b3 білий пішак · c3 білий пішак · d3 чорний пішак · e3 білий пішак · c2 чорний слон · d2 чорний пішак · h1 чорний ферзь | d8 білий кінь · c7 білий слон · g7 чорний слон · h7 білий король · a6 чорна тура · b6 чорний кінь · e6 білий пішак · g6 білий ферзь · h6 білий кінь · d5 чорний король · e5 чорний пішак · h5 чорний пішак · b4 білий пішак · g4 чорний пішак · b3 білий пішак · c3 білий пішак · d3 чорний пішак · e3 білий пішак · c2 чорний слон · d2 чорний пішак · h1 чорний ферзь | d8 білий кінь · c7 білий слон · g7 чорний слон · h7 білий король · a6 чорна тура · b6 чорний кінь · e6 білий пішак · g6 білий ферзь · h6 білий кінь · d5 чорний король · e5 чорний пішак · h5 чорний пішак · b4 білий пішак · g4 чорний пішак · b3 білий пішак · c3 білий пішак · d3 чорний пішак · e3 білий пішак · c2 чорний слон · d2 чорний пішак · h1 чорний ферзь | d8 білий кінь · c7 білий слон · g7 чорний слон · h7 білий король · a6 чорна тура · b6 чорний кінь · e6 білий пішак · g6 білий ферзь · h6 білий кінь · d5 чорний король · e5 чорний пішак · h5 чорний пішак · b4 білий пішак · g4 чорний пішак · b3 білий пішак · c3 білий пішак · d3 чорний пішак · e3 білий пішак · c2 чорний слон · d2 чорний пішак · h1 чорний ферзь | d8 білий кінь · c7 білий слон · g7 чорний слон · h7 білий король · a6 чорна тура · b6 чорний кінь · e6 білий пішак · g6 білий ферзь · h6 білий кінь · d5 чорний король · e5 чорний пішак · h5 чорний пішак · b4 білий пішак · g4 чорний пішак · b3 білий пішак · c3 білий пішак · d3 чорний пішак · e3 білий пішак · c2 чорний слон · d2 чорний пішак · h1 чорний ферзь | 2 |
| 1 | d8 білий кінь · c7 білий слон · g7 чорний слон · h7 білий король · a6 чорна тура · b6 чорний кінь · e6 білий пішак · g6 білий ферзь · h6 білий кінь · d5 чорний король · e5 чорний пішак · h5 чорний пішак · b4 білий пішак · g4 чорний пішак · b3 білий пішак · c3 білий пішак · d3 чорний пішак · e3 білий пішак · c2 чорний слон · d2 чорний пішак · h1 чорний ферзь | d8 білий кінь · c7 білий слон · g7 чорний слон · h7 білий король · a6 чорна тура · b6 чорний кінь · e6 білий пішак · g6 білий ферзь · h6 білий кінь · d5 чорний король · e5 чорний пішак · h5 чорний пішак · b4 білий пішак · g4 чорний пішак · b3 білий пішак · c3 білий пішак · d3 чорний пішак · e3 білий пішак · c2 чорний слон · d2 чорний пішак · h1 чорний ферзь | d8 білий кінь · c7 білий слон · g7 чорний слон · h7 білий король · a6 чорна тура · b6 чорний кінь · e6 білий пішак · g6 білий ферзь · h6 білий кінь · d5 чорний король · e5 чорний пішак · h5 чорний пішак · b4 білий пішак · g4 чорний пішак · b3 білий пішак · c3 білий пішак · d3 чорний пішак · e3 білий пішак · c2 чорний слон · d2 чорний пішак · h1 чорний ферзь | d8 білий кінь · c7 білий слон · g7 чорний слон · h7 білий король · a6 чорна тура · b6 чорний кінь · e6 білий пішак · g6 білий ферзь · h6 білий кінь · d5 чорний король · e5 чорний пішак · h5 чорний пішак · b4 білий пішак · g4 чорний пішак · b3 білий пішак · c3 білий пішак · d3 чорний пішак · e3 білий пішак · c2 чорний слон · d2 чорний пішак · h1 чорний ферзь | d8 білий кінь · c7 білий слон · g7 чорний слон · h7 білий король · a6 чорна тура · b6 чорний кінь · e6 білий пішак · g6 білий ферзь · h6 білий кінь · d5 чорний король · e5 чорний пішак · h5 чорний пішак · b4 білий пішак · g4 чорний пішак · b3 білий пішак · c3 білий пішак · d3 чорний пішак · e3 білий пішак · c2 чорний слон · d2 чорний пішак · h1 чорний ферзь | d8 білий кінь · c7 білий слон · g7 чорний слон · h7 білий король · a6 чорна тура · b6 чорний кінь · e6 білий пішак · g6 білий ферзь · h6 білий кінь · d5 чорний король · e5 чорний пішак · h5 чорний пішак · b4 білий пішак · g4 чорний пішак · b3 білий пішак · c3 білий пішак · d3 чорний пішак · e3 білий пішак · c2 чорний слон · d2 чорний пішак · h1 чорний ферзь | d8 білий кінь · c7 білий слон · g7 чорний слон · h7 білий король · a6 чорна тура · b6 чорний кінь · e6 білий пішак · g6 білий ферзь · h6 білий кінь · d5 чорний король · e5 чорний пішак · h5 чорний пішак · b4 білий пішак · g4 чорний пішак · b3 білий пішак · c3 білий пішак · d3 чорний пішак · e3 білий пішак · c2 чорний слон · d2 чорний пішак · h1 чорний ферзь | d8 білий кінь · c7 білий слон · g7 чорний слон · h7 білий король · a6 чорна тура · b6 чорний кінь · e6 білий пішак · g6 білий ферзь · h6 білий кінь · d5 чорний король · e5 чорний пішак · h5 чорний пішак · b4 білий пішак · g4 чорний пішак · b3 білий пішак · c3 білий пішак · d3 чорний пішак · e3 білий пішак · c2 чорний слон · d2 чорний пішак · h1 чорний ферзь | 1 |
|   | a | b | c | d | e | f | g | h |   |

1. e7?  ~ 2. Dc6# 
1. ... S~ 2. c4#
1. ... Sc4, Lf6, De4!
1. Sg8! ~ 2. Se7#
1. ... Sc8  2. c4# — мат на полі спростування хибного сліду
1. ... Lf8  2. Sf6# — мат на полі спростування хибного сліду
1. ... Dh4  2. e4# — мат на полі спростування хибного сліду
- — - — - — -
 1. ... L:b3 2. D:d3#

В дійсній грі білі оголошують мати з полів спростувань хибної спроби.
|   | a | b | c | d | e | f | g | h |   |
| 8 | d8 чорна тура · f7 біла тура · h7 чорний пішак · b6 білий ферзь · c6 білий слон · e6 чорний пішак · h6 білий кінь · d5 білий пішак · a4 чорний ферзь · e4 чорний король · f4 білий пішак · e3 білий пішак · a2 чорний слон · d2 білий пішак · f2 білий пішак · c1 чорний кінь · e1 білий кінь · g1 чорний кінь · h1 білий король | d8 чорна тура · f7 біла тура · h7 чорний пішак · b6 білий ферзь · c6 білий слон · e6 чорний пішак · h6 білий кінь · d5 білий пішак · a4 чорний ферзь · e4 чорний король · f4 білий пішак · e3 білий пішак · a2 чорний слон · d2 білий пішак · f2 білий пішак · c1 чорний кінь · e1 білий кінь · g1 чорний кінь · h1 білий король | d8 чорна тура · f7 біла тура · h7 чорний пішак · b6 білий ферзь · c6 білий слон · e6 чорний пішак · h6 білий кінь · d5 білий пішак · a4 чорний ферзь · e4 чорний король · f4 білий пішак · e3 білий пішак · a2 чорний слон · d2 білий пішак · f2 білий пішак · c1 чорний кінь · e1 білий кінь · g1 чорний кінь · h1 білий король | d8 чорна тура · f7 біла тура · h7 чорний пішак · b6 білий ферзь · c6 білий слон · e6 чорний пішак · h6 білий кінь · d5 білий пішак · a4 чорний ферзь · e4 чорний король · f4 білий пішак · e3 білий пішак · a2 чорний слон · d2 білий пішак · f2 білий пішак · c1 чорний кінь · e1 білий кінь · g1 чорний кінь · h1 білий король | d8 чорна тура · f7 біла тура · h7 чорний пішак · b6 білий ферзь · c6 білий слон · e6 чорний пішак · h6 білий кінь · d5 білий пішак · a4 чорний ферзь · e4 чорний король · f4 білий пішак · e3 білий пішак · a2 чорний слон · d2 білий пішак · f2 білий пішак · c1 чорний кінь · e1 білий кінь · g1 чорний кінь · h1 білий король | d8 чорна тура · f7 біла тура · h7 чорний пішак · b6 білий ферзь · c6 білий слон · e6 чорний пішак · h6 білий кінь · d5 білий пішак · a4 чорний ферзь · e4 чорний король · f4 білий пішак · e3 білий пішак · a2 чорний слон · d2 білий пішак · f2 білий пішак · c1 чорний кінь · e1 білий кінь · g1 чорний кінь · h1 білий король | d8 чорна тура · f7 біла тура · h7 чорний пішак · b6 білий ферзь · c6 білий слон · e6 чорний пішак · h6 білий кінь · d5 білий пішак · a4 чорний ферзь · e4 чорний король · f4 білий пішак · e3 білий пішак · a2 чорний слон · d2 білий пішак · f2 білий пішак · c1 чорний кінь · e1 білий кінь · g1 чорний кінь · h1 білий король | d8 чорна тура · f7 біла тура · h7 чорний пішак · b6 білий ферзь · c6 білий слон · e6 чорний пішак · h6 білий кінь · d5 білий пішак · a4 чорний ферзь · e4 чорний король · f4 білий пішак · e3 білий пішак · a2 чорний слон · d2 білий пішак · f2 білий пішак · c1 чорний кінь · e1 білий кінь · g1 чорний кінь · h1 білий король | 8 |
| 7 | d8 чорна тура · f7 біла тура · h7 чорний пішак · b6 білий ферзь · c6 білий слон · e6 чорний пішак · h6 білий кінь · d5 білий пішак · a4 чорний ферзь · e4 чорний король · f4 білий пішак · e3 білий пішак · a2 чорний слон · d2 білий пішак · f2 білий пішак · c1 чорний кінь · e1 білий кінь · g1 чорний кінь · h1 білий король | d8 чорна тура · f7 біла тура · h7 чорний пішак · b6 білий ферзь · c6 білий слон · e6 чорний пішак · h6 білий кінь · d5 білий пішак · a4 чорний ферзь · e4 чорний король · f4 білий пішак · e3 білий пішак · a2 чорний слон · d2 білий пішак · f2 білий пішак · c1 чорний кінь · e1 білий кінь · g1 чорний кінь · h1 білий король | d8 чорна тура · f7 біла тура · h7 чорний пішак · b6 білий ферзь · c6 білий слон · e6 чорний пішак · h6 білий кінь · d5 білий пішак · a4 чорний ферзь · e4 чорний король · f4 білий пішак · e3 білий пішак · a2 чорний слон · d2 білий пішак · f2 білий пішак · c1 чорний кінь · e1 білий кінь · g1 чорний кінь · h1 білий король | d8 чорна тура · f7 біла тура · h7 чорний пішак · b6 білий ферзь · c6 білий слон · e6 чорний пішак · h6 білий кінь · d5 білий пішак · a4 чорний ферзь · e4 чорний король · f4 білий пішак · e3 білий пішак · a2 чорний слон · d2 білий пішак · f2 білий пішак · c1 чорний кінь · e1 білий кінь · g1 чорний кінь · h1 білий король | d8 чорна тура · f7 біла тура · h7 чорний пішак · b6 білий ферзь · c6 білий слон · e6 чорний пішак · h6 білий кінь · d5 білий пішак · a4 чорний ферзь · e4 чорний король · f4 білий пішак · e3 білий пішак · a2 чорний слон · d2 білий пішак · f2 білий пішак · c1 чорний кінь · e1 білий кінь · g1 чорний кінь · h1 білий король | d8 чорна тура · f7 біла тура · h7 чорний пішак · b6 білий ферзь · c6 білий слон · e6 чорний пішак · h6 білий кінь · d5 білий пішак · a4 чорний ферзь · e4 чорний король · f4 білий пішак · e3 білий пішак · a2 чорний слон · d2 білий пішак · f2 білий пішак · c1 чорний кінь · e1 білий кінь · g1 чорний кінь · h1 білий король | d8 чорна тура · f7 біла тура · h7 чорний пішак · b6 білий ферзь · c6 білий слон · e6 чорний пішак · h6 білий кінь · d5 білий пішак · a4 чорний ферзь · e4 чорний король · f4 білий пішак · e3 білий пішак · a2 чорний слон · d2 білий пішак · f2 білий пішак · c1 чорний кінь · e1 білий кінь · g1 чорний кінь · h1 білий король | d8 чорна тура · f7 біла тура · h7 чорний пішак · b6 білий ферзь · c6 білий слон · e6 чорний пішак · h6 білий кінь · d5 білий пішак · a4 чорний ферзь · e4 чорний король · f4 білий пішак · e3 білий пішак · a2 чорний слон · d2 білий пішак · f2 білий пішак · c1 чорний кінь · e1 білий кінь · g1 чорний кінь · h1 білий король | 7 |
| 6 | d8 чорна тура · f7 біла тура · h7 чорний пішак · b6 білий ферзь · c6 білий слон · e6 чорний пішак · h6 білий кінь · d5 білий пішак · a4 чорний ферзь · e4 чорний король · f4 білий пішак · e3 білий пішак · a2 чорний слон · d2 білий пішак · f2 білий пішак · c1 чорний кінь · e1 білий кінь · g1 чорний кінь · h1 білий король | d8 чорна тура · f7 біла тура · h7 чорний пішак · b6 білий ферзь · c6 білий слон · e6 чорний пішак · h6 білий кінь · d5 білий пішак · a4 чорний ферзь · e4 чорний король · f4 білий пішак · e3 білий пішак · a2 чорний слон · d2 білий пішак · f2 білий пішак · c1 чорний кінь · e1 білий кінь · g1 чорний кінь · h1 білий король | d8 чорна тура · f7 біла тура · h7 чорний пішак · b6 білий ферзь · c6 білий слон · e6 чорний пішак · h6 білий кінь · d5 білий пішак · a4 чорний ферзь · e4 чорний король · f4 білий пішак · e3 білий пішак · a2 чорний слон · d2 білий пішак · f2 білий пішак · c1 чорний кінь · e1 білий кінь · g1 чорний кінь · h1 білий король | d8 чорна тура · f7 біла тура · h7 чорний пішак · b6 білий ферзь · c6 білий слон · e6 чорний пішак · h6 білий кінь · d5 білий пішак · a4 чорний ферзь · e4 чорний король · f4 білий пішак · e3 білий пішак · a2 чорний слон · d2 білий пішак · f2 білий пішак · c1 чорний кінь · e1 білий кінь · g1 чорний кінь · h1 білий король | d8 чорна тура · f7 біла тура · h7 чорний пішак · b6 білий ферзь · c6 білий слон · e6 чорний пішак · h6 білий кінь · d5 білий пішак · a4 чорний ферзь · e4 чорний король · f4 білий пішак · e3 білий пішак · a2 чорний слон · d2 білий пішак · f2 білий пішак · c1 чорний кінь · e1 білий кінь · g1 чорний кінь · h1 білий король | d8 чорна тура · f7 біла тура · h7 чорний пішак · b6 білий ферзь · c6 білий слон · e6 чорний пішак · h6 білий кінь · d5 білий пішак · a4 чорний ферзь · e4 чорний король · f4 білий пішак · e3 білий пішак · a2 чорний слон · d2 білий пішак · f2 білий пішак · c1 чорний кінь · e1 білий кінь · g1 чорний кінь · h1 білий король | d8 чорна тура · f7 біла тура · h7 чорний пішак · b6 білий ферзь · c6 білий слон · e6 чорний пішак · h6 білий кінь · d5 білий пішак · a4 чорний ферзь · e4 чорний король · f4 білий пішак · e3 білий пішак · a2 чорний слон · d2 білий пішак · f2 білий пішак · c1 чорний кінь · e1 білий кінь · g1 чорний кінь · h1 білий король | d8 чорна тура · f7 біла тура · h7 чорний пішак · b6 білий ферзь · c6 білий слон · e6 чорний пішак · h6 білий кінь · d5 білий пішак · a4 чорний ферзь · e4 чорний король · f4 білий пішак · e3 білий пішак · a2 чорний слон · d2 білий пішак · f2 білий пішак · c1 чорний кінь · e1 білий кінь · g1 чорний кінь · h1 білий король | 6 |
| 5 | d8 чорна тура · f7 біла тура · h7 чорний пішак · b6 білий ферзь · c6 білий слон · e6 чорний пішак · h6 білий кінь · d5 білий пішак · a4 чорний ферзь · e4 чорний король · f4 білий пішак · e3 білий пішак · a2 чорний слон · d2 білий пішак · f2 білий пішак · c1 чорний кінь · e1 білий кінь · g1 чорний кінь · h1 білий король | d8 чорна тура · f7 біла тура · h7 чорний пішак · b6 білий ферзь · c6 білий слон · e6 чорний пішак · h6 білий кінь · d5 білий пішак · a4 чорний ферзь · e4 чорний король · f4 білий пішак · e3 білий пішак · a2 чорний слон · d2 білий пішак · f2 білий пішак · c1 чорний кінь · e1 білий кінь · g1 чорний кінь · h1 білий король | d8 чорна тура · f7 біла тура · h7 чорний пішак · b6 білий ферзь · c6 білий слон · e6 чорний пішак · h6 білий кінь · d5 білий пішак · a4 чорний ферзь · e4 чорний король · f4 білий пішак · e3 білий пішак · a2 чорний слон · d2 білий пішак · f2 білий пішак · c1 чорний кінь · e1 білий кінь · g1 чорний кінь · h1 білий король | d8 чорна тура · f7 біла тура · h7 чорний пішак · b6 білий ферзь · c6 білий слон · e6 чорний пішак · h6 білий кінь · d5 білий пішак · a4 чорний ферзь · e4 чорний король · f4 білий пішак · e3 білий пішак · a2 чорний слон · d2 білий пішак · f2 білий пішак · c1 чорний кінь · e1 білий кінь · g1 чорний кінь · h1 білий король | d8 чорна тура · f7 біла тура · h7 чорний пішак · b6 білий ферзь · c6 білий слон · e6 чорний пішак · h6 білий кінь · d5 білий пішак · a4 чорний ферзь · e4 чорний король · f4 білий пішак · e3 білий пішак · a2 чорний слон · d2 білий пішак · f2 білий пішак · c1 чорний кінь · e1 білий кінь · g1 чорний кінь · h1 білий король | d8 чорна тура · f7 біла тура · h7 чорний пішак · b6 білий ферзь · c6 білий слон · e6 чорний пішак · h6 білий кінь · d5 білий пішак · a4 чорний ферзь · e4 чорний король · f4 білий пішак · e3 білий пішак · a2 чорний слон · d2 білий пішак · f2 білий пішак · c1 чорний кінь · e1 білий кінь · g1 чорний кінь · h1 білий король | d8 чорна тура · f7 біла тура · h7 чорний пішак · b6 білий ферзь · c6 білий слон · e6 чорний пішак · h6 білий кінь · d5 білий пішак · a4 чорний ферзь · e4 чорний король · f4 білий пішак · e3 білий пішак · a2 чорний слон · d2 білий пішак · f2 білий пішак · c1 чорний кінь · e1 білий кінь · g1 чорний кінь · h1 білий король | d8 чорна тура · f7 біла тура · h7 чорний пішак · b6 білий ферзь · c6 білий слон · e6 чорний пішак · h6 білий кінь · d5 білий пішак · a4 чорний ферзь · e4 чорний король · f4 білий пішак · e3 білий пішак · a2 чорний слон · d2 білий пішак · f2 білий пішак · c1 чорний кінь · e1 білий кінь · g1 чорний кінь · h1 білий король | 5 |
| 4 | d8 чорна тура · f7 біла тура · h7 чорний пішак · b6 білий ферзь · c6 білий слон · e6 чорний пішак · h6 білий кінь · d5 білий пішак · a4 чорний ферзь · e4 чорний король · f4 білий пішак · e3 білий пішак · a2 чорний слон · d2 білий пішак · f2 білий пішак · c1 чорний кінь · e1 білий кінь · g1 чорний кінь · h1 білий король | d8 чорна тура · f7 біла тура · h7 чорний пішак · b6 білий ферзь · c6 білий слон · e6 чорний пішак · h6 білий кінь · d5 білий пішак · a4 чорний ферзь · e4 чорний король · f4 білий пішак · e3 білий пішак · a2 чорний слон · d2 білий пішак · f2 білий пішак · c1 чорний кінь · e1 білий кінь · g1 чорний кінь · h1 білий король | d8 чорна тура · f7 біла тура · h7 чорний пішак · b6 білий ферзь · c6 білий слон · e6 чорний пішак · h6 білий кінь · d5 білий пішак · a4 чорний ферзь · e4 чорний король · f4 білий пішак · e3 білий пішак · a2 чорний слон · d2 білий пішак · f2 білий пішак · c1 чорний кінь · e1 білий кінь · g1 чорний кінь · h1 білий король | d8 чорна тура · f7 біла тура · h7 чорний пішак · b6 білий ферзь · c6 білий слон · e6 чорний пішак · h6 білий кінь · d5 білий пішак · a4 чорний ферзь · e4 чорний король · f4 білий пішак · e3 білий пішак · a2 чорний слон · d2 білий пішак · f2 білий пішак · c1 чорний кінь · e1 білий кінь · g1 чорний кінь · h1 білий король | d8 чорна тура · f7 біла тура · h7 чорний пішак · b6 білий ферзь · c6 білий слон · e6 чорний пішак · h6 білий кінь · d5 білий пішак · a4 чорний ферзь · e4 чорний король · f4 білий пішак · e3 білий пішак · a2 чорний слон · d2 білий пішак · f2 білий пішак · c1 чорний кінь · e1 білий кінь · g1 чорний кінь · h1 білий король | d8 чорна тура · f7 біла тура · h7 чорний пішак · b6 білий ферзь · c6 білий слон · e6 чорний пішак · h6 білий кінь · d5 білий пішак · a4 чорний ферзь · e4 чорний король · f4 білий пішак · e3 білий пішак · a2 чорний слон · d2 білий пішак · f2 білий пішак · c1 чорний кінь · e1 білий кінь · g1 чорний кінь · h1 білий король | d8 чорна тура · f7 біла тура · h7 чорний пішак · b6 білий ферзь · c6 білий слон · e6 чорний пішак · h6 білий кінь · d5 білий пішак · a4 чорний ферзь · e4 чорний король · f4 білий пішак · e3 білий пішак · a2 чорний слон · d2 білий пішак · f2 білий пішак · c1 чорний кінь · e1 білий кінь · g1 чорний кінь · h1 білий король | d8 чорна тура · f7 біла тура · h7 чорний пішак · b6 білий ферзь · c6 білий слон · e6 чорний пішак · h6 білий кінь · d5 білий пішак · a4 чорний ферзь · e4 чорний король · f4 білий пішак · e3 білий пішак · a2 чорний слон · d2 білий пішак · f2 білий пішак · c1 чорний кінь · e1 білий кінь · g1 чорний кінь · h1 білий король | 4 |
| 3 | d8 чорна тура · f7 біла тура · h7 чорний пішак · b6 білий ферзь · c6 білий слон · e6 чорний пішак · h6 білий кінь · d5 білий пішак · a4 чорний ферзь · e4 чорний король · f4 білий пішак · e3 білий пішак · a2 чорний слон · d2 білий пішак · f2 білий пішак · c1 чорний кінь · e1 білий кінь · g1 чорний кінь · h1 білий король | d8 чорна тура · f7 біла тура · h7 чорний пішак · b6 білий ферзь · c6 білий слон · e6 чорний пішак · h6 білий кінь · d5 білий пішак · a4 чорний ферзь · e4 чорний король · f4 білий пішак · e3 білий пішак · a2 чорний слон · d2 білий пішак · f2 білий пішак · c1 чорний кінь · e1 білий кінь · g1 чорний кінь · h1 білий король | d8 чорна тура · f7 біла тура · h7 чорний пішак · b6 білий ферзь · c6 білий слон · e6 чорний пішак · h6 білий кінь · d5 білий пішак · a4 чорний ферзь · e4 чорний король · f4 білий пішак · e3 білий пішак · a2 чорний слон · d2 білий пішак · f2 білий пішак · c1 чорний кінь · e1 білий кінь · g1 чорний кінь · h1 білий король | d8 чорна тура · f7 біла тура · h7 чорний пішак · b6 білий ферзь · c6 білий слон · e6 чорний пішак · h6 білий кінь · d5 білий пішак · a4 чорний ферзь · e4 чорний король · f4 білий пішак · e3 білий пішак · a2 чорний слон · d2 білий пішак · f2 білий пішак · c1 чорний кінь · e1 білий кінь · g1 чорний кінь · h1 білий король | d8 чорна тура · f7 біла тура · h7 чорний пішак · b6 білий ферзь · c6 білий слон · e6 чорний пішак · h6 білий кінь · d5 білий пішак · a4 чорний ферзь · e4 чорний король · f4 білий пішак · e3 білий пішак · a2 чорний слон · d2 білий пішак · f2 білий пішак · c1 чорний кінь · e1 білий кінь · g1 чорний кінь · h1 білий король | d8 чорна тура · f7 біла тура · h7 чорний пішак · b6 білий ферзь · c6 білий слон · e6 чорний пішак · h6 білий кінь · d5 білий пішак · a4 чорний ферзь · e4 чорний король · f4 білий пішак · e3 білий пішак · a2 чорний слон · d2 білий пішак · f2 білий пішак · c1 чорний кінь · e1 білий кінь · g1 чорний кінь · h1 білий король | d8 чорна тура · f7 біла тура · h7 чорний пішак · b6 білий ферзь · c6 білий слон · e6 чорний пішак · h6 білий кінь · d5 білий пішак · a4 чорний ферзь · e4 чорний король · f4 білий пішак · e3 білий пішак · a2 чорний слон · d2 білий пішак · f2 білий пішак · c1 чорний кінь · e1 білий кінь · g1 чорний кінь · h1 білий король | d8 чорна тура · f7 біла тура · h7 чорний пішак · b6 білий ферзь · c6 білий слон · e6 чорний пішак · h6 білий кінь · d5 білий пішак · a4 чорний ферзь · e4 чорний король · f4 білий пішак · e3 білий пішак · a2 чорний слон · d2 білий пішак · f2 білий пішак · c1 чорний кінь · e1 білий кінь · g1 чорний кінь · h1 білий король | 3 |
| 2 | d8 чорна тура · f7 біла тура · h7 чорний пішак · b6 білий ферзь · c6 білий слон · e6 чорний пішак · h6 білий кінь · d5 білий пішак · a4 чорний ферзь · e4 чорний король · f4 білий пішак · e3 білий пішак · a2 чорний слон · d2 білий пішак · f2 білий пішак · c1 чорний кінь · e1 білий кінь · g1 чорний кінь · h1 білий король | d8 чорна тура · f7 біла тура · h7 чорний пішак · b6 білий ферзь · c6 білий слон · e6 чорний пішак · h6 білий кінь · d5 білий пішак · a4 чорний ферзь · e4 чорний король · f4 білий пішак · e3 білий пішак · a2 чорний слон · d2 білий пішак · f2 білий пішак · c1 чорний кінь · e1 білий кінь · g1 чорний кінь · h1 білий король | d8 чорна тура · f7 біла тура · h7 чорний пішак · b6 білий ферзь · c6 білий слон · e6 чорний пішак · h6 білий кінь · d5 білий пішак · a4 чорний ферзь · e4 чорний король · f4 білий пішак · e3 білий пішак · a2 чорний слон · d2 білий пішак · f2 білий пішак · c1 чорний кінь · e1 білий кінь · g1 чорний кінь · h1 білий король | d8 чорна тура · f7 біла тура · h7 чорний пішак · b6 білий ферзь · c6 білий слон · e6 чорний пішак · h6 білий кінь · d5 білий пішак · a4 чорний ферзь · e4 чорний король · f4 білий пішак · e3 білий пішак · a2 чорний слон · d2 білий пішак · f2 білий пішак · c1 чорний кінь · e1 білий кінь · g1 чорний кінь · h1 білий король | d8 чорна тура · f7 біла тура · h7 чорний пішак · b6 білий ферзь · c6 білий слон · e6 чорний пішак · h6 білий кінь · d5 білий пішак · a4 чорний ферзь · e4 чорний король · f4 білий пішак · e3 білий пішак · a2 чорний слон · d2 білий пішак · f2 білий пішак · c1 чорний кінь · e1 білий кінь · g1 чорний кінь · h1 білий король | d8 чорна тура · f7 біла тура · h7 чорний пішак · b6 білий ферзь · c6 білий слон · e6 чорний пішак · h6 білий кінь · d5 білий пішак · a4 чорний ферзь · e4 чорний король · f4 білий пішак · e3 білий пішак · a2 чорний слон · d2 білий пішак · f2 білий пішак · c1 чорний кінь · e1 білий кінь · g1 чорний кінь · h1 білий король | d8 чорна тура · f7 біла тура · h7 чорний пішак · b6 білий ферзь · c6 білий слон · e6 чорний пішак · h6 білий кінь · d5 білий пішак · a4 чорний ферзь · e4 чорний король · f4 білий пішак · e3 білий пішак · a2 чорний слон · d2 білий пішак · f2 білий пішак · c1 чорний кінь · e1 білий кінь · g1 чорний кінь · h1 білий король | d8 чорна тура · f7 біла тура · h7 чорний пішак · b6 білий ферзь · c6 білий слон · e6 чорний пішак · h6 білий кінь · d5 білий пішак · a4 чорний ферзь · e4 чорний король · f4 білий пішак · e3 білий пішак · a2 чорний слон · d2 білий пішак · f2 білий пішак · c1 чорний кінь · e1 білий кінь · g1 чорний кінь · h1 білий король | 2 |
| 1 | d8 чорна тура · f7 біла тура · h7 чорний пішак · b6 білий ферзь · c6 білий слон · e6 чорний пішак · h6 білий кінь · d5 білий пішак · a4 чорний ферзь · e4 чорний король · f4 білий пішак · e3 білий пішак · a2 чорний слон · d2 білий пішак · f2 білий пішак · c1 чорний кінь · e1 білий кінь · g1 чорний кінь · h1 білий король | d8 чорна тура · f7 біла тура · h7 чорний пішак · b6 білий ферзь · c6 білий слон · e6 чорний пішак · h6 білий кінь · d5 білий пішак · a4 чорний ферзь · e4 чорний король · f4 білий пішак · e3 білий пішак · a2 чорний слон · d2 білий пішак · f2 білий пішак · c1 чорний кінь · e1 білий кінь · g1 чорний кінь · h1 білий король | d8 чорна тура · f7 біла тура · h7 чорний пішак · b6 білий ферзь · c6 білий слон · e6 чорний пішак · h6 білий кінь · d5 білий пішак · a4 чорний ферзь · e4 чорний король · f4 білий пішак · e3 білий пішак · a2 чорний слон · d2 білий пішак · f2 білий пішак · c1 чорний кінь · e1 білий кінь · g1 чорний кінь · h1 білий король | d8 чорна тура · f7 біла тура · h7 чорний пішак · b6 білий ферзь · c6 білий слон · e6 чорний пішак · h6 білий кінь · d5 білий пішак · a4 чорний ферзь · e4 чорний король · f4 білий пішак · e3 білий пішак · a2 чорний слон · d2 білий пішак · f2 білий пішак · c1 чорний кінь · e1 білий кінь · g1 чорний кінь · h1 білий король | d8 чорна тура · f7 біла тура · h7 чорний пішак · b6 білий ферзь · c6 білий слон · e6 чорний пішак · h6 білий кінь · d5 білий пішак · a4 чорний ферзь · e4 чорний король · f4 білий пішак · e3 білий пішак · a2 чорний слон · d2 білий пішак · f2 білий пішак · c1 чорний кінь · e1 білий кінь · g1 чорний кінь · h1 білий король | d8 чорна тура · f7 біла тура · h7 чорний пішак · b6 білий ферзь · c6 білий слон · e6 чорний пішак · h6 білий кінь · d5 білий пішак · a4 чорний ферзь · e4 чорний король · f4 білий пішак · e3 білий пішак · a2 чорний слон · d2 білий пішак · f2 білий пішак · c1 чорний кінь · e1 білий кінь · g1 чорний кінь · h1 білий король | d8 чорна тура · f7 біла тура · h7 чорний пішак · b6 білий ферзь · c6 білий слон · e6 чорний пішак · h6 білий кінь · d5 білий пішак · a4 чорний ферзь · e4 чорний король · f4 білий пішак · e3 білий пішак · a2 чорний слон · d2 білий пішак · f2 білий пішак · c1 чорний кінь · e1 білий кінь · g1 чорний кінь · h1 білий король | d8 чорна тура · f7 біла тура · h7 чорний пішак · b6 білий ферзь · c6 білий слон · e6 чорний пішак · h6 білий кінь · d5 білий пішак · a4 чорний ферзь · e4 чорний король · f4 білий пішак · e3 білий пішак · a2 чорний слон · d2 білий пішак · f2 білий пішак · c1 чорний кінь · e1 білий кінь · g1 чорний кінь · h1 білий король | 1 |
|   | a | b | c | d | e | f | g | h |   |

1. Dc7? ~ 2. De5#
1. ... Sd3, Sf3, Dd4, Td6!
1. Sf5! ~ 2. Sg3#
1. ... Sce2 2. d3#
1. ... Sge2 2. f3#
1. ... D:c6  2. Dd4#
1. ... Tg8   2. Sd6#
- — - — - — -
1. ef5 2. Te7#
В задачі чотири тематичних варіанти 

## Таскова форма
Коли в задачі досягається рекордна кількість варіантів для даної теми — це є вираження ідеї в тасковій формі.
|   | a | b | c | d | e | f | g | h |   |
| 8 | e8 білий кінь · c7 чорний пішак · f7 біла тура · g7 чорний пішак · c5 чорний пішак · e5 чорний слон · f5 білий пішак · g5 чорний пішак · h5 білий слон · b4 чорний пішак · e4 чорний король · h4 чорний пішак · b2 чорний пішак · e2 білий кінь · f2 білий ферзь · h2 чорний пішак · b1 білий король · d1 біла тура · g1 чорний кінь · h1 чорна тура | e8 білий кінь · c7 чорний пішак · f7 біла тура · g7 чорний пішак · c5 чорний пішак · e5 чорний слон · f5 білий пішак · g5 чорний пішак · h5 білий слон · b4 чорний пішак · e4 чорний король · h4 чорний пішак · b2 чорний пішак · e2 білий кінь · f2 білий ферзь · h2 чорний пішак · b1 білий король · d1 біла тура · g1 чорний кінь · h1 чорна тура | e8 білий кінь · c7 чорний пішак · f7 біла тура · g7 чорний пішак · c5 чорний пішак · e5 чорний слон · f5 білий пішак · g5 чорний пішак · h5 білий слон · b4 чорний пішак · e4 чорний король · h4 чорний пішак · b2 чорний пішак · e2 білий кінь · f2 білий ферзь · h2 чорний пішак · b1 білий король · d1 біла тура · g1 чорний кінь · h1 чорна тура | e8 білий кінь · c7 чорний пішак · f7 біла тура · g7 чорний пішак · c5 чорний пішак · e5 чорний слон · f5 білий пішак · g5 чорний пішак · h5 білий слон · b4 чорний пішак · e4 чорний король · h4 чорний пішак · b2 чорний пішак · e2 білий кінь · f2 білий ферзь · h2 чорний пішак · b1 білий король · d1 біла тура · g1 чорний кінь · h1 чорна тура | e8 білий кінь · c7 чорний пішак · f7 біла тура · g7 чорний пішак · c5 чорний пішак · e5 чорний слон · f5 білий пішак · g5 чорний пішак · h5 білий слон · b4 чорний пішак · e4 чорний король · h4 чорний пішак · b2 чорний пішак · e2 білий кінь · f2 білий ферзь · h2 чорний пішак · b1 білий король · d1 біла тура · g1 чорний кінь · h1 чорна тура | e8 білий кінь · c7 чорний пішак · f7 біла тура · g7 чорний пішак · c5 чорний пішак · e5 чорний слон · f5 білий пішак · g5 чорний пішак · h5 білий слон · b4 чорний пішак · e4 чорний король · h4 чорний пішак · b2 чорний пішак · e2 білий кінь · f2 білий ферзь · h2 чорний пішак · b1 білий король · d1 біла тура · g1 чорний кінь · h1 чорна тура | e8 білий кінь · c7 чорний пішак · f7 біла тура · g7 чорний пішак · c5 чорний пішак · e5 чорний слон · f5 білий пішак · g5 чорний пішак · h5 білий слон · b4 чорний пішак · e4 чорний король · h4 чорний пішак · b2 чорний пішак · e2 білий кінь · f2 білий ферзь · h2 чорний пішак · b1 білий король · d1 біла тура · g1 чорний кінь · h1 чорна тура | e8 білий кінь · c7 чорний пішак · f7 біла тура · g7 чорний пішак · c5 чорний пішак · e5 чорний слон · f5 білий пішак · g5 чорний пішак · h5 білий слон · b4 чорний пішак · e4 чорний король · h4 чорний пішак · b2 чорний пішак · e2 білий кінь · f2 білий ферзь · h2 чорний пішак · b1 білий король · d1 біла тура · g1 чорний кінь · h1 чорна тура | 8 |
| 7 | e8 білий кінь · c7 чорний пішак · f7 біла тура · g7 чорний пішак · c5 чорний пішак · e5 чорний слон · f5 білий пішак · g5 чорний пішак · h5 білий слон · b4 чорний пішак · e4 чорний король · h4 чорний пішак · b2 чорний пішак · e2 білий кінь · f2 білий ферзь · h2 чорний пішак · b1 білий король · d1 біла тура · g1 чорний кінь · h1 чорна тура | e8 білий кінь · c7 чорний пішак · f7 біла тура · g7 чорний пішак · c5 чорний пішак · e5 чорний слон · f5 білий пішак · g5 чорний пішак · h5 білий слон · b4 чорний пішак · e4 чорний король · h4 чорний пішак · b2 чорний пішак · e2 білий кінь · f2 білий ферзь · h2 чорний пішак · b1 білий король · d1 біла тура · g1 чорний кінь · h1 чорна тура | e8 білий кінь · c7 чорний пішак · f7 біла тура · g7 чорний пішак · c5 чорний пішак · e5 чорний слон · f5 білий пішак · g5 чорний пішак · h5 білий слон · b4 чорний пішак · e4 чорний король · h4 чорний пішак · b2 чорний пішак · e2 білий кінь · f2 білий ферзь · h2 чорний пішак · b1 білий король · d1 біла тура · g1 чорний кінь · h1 чорна тура | e8 білий кінь · c7 чорний пішак · f7 біла тура · g7 чорний пішак · c5 чорний пішак · e5 чорний слон · f5 білий пішак · g5 чорний пішак · h5 білий слон · b4 чорний пішак · e4 чорний король · h4 чорний пішак · b2 чорний пішак · e2 білий кінь · f2 білий ферзь · h2 чорний пішак · b1 білий король · d1 біла тура · g1 чорний кінь · h1 чорна тура | e8 білий кінь · c7 чорний пішак · f7 біла тура · g7 чорний пішак · c5 чорний пішак · e5 чорний слон · f5 білий пішак · g5 чорний пішак · h5 білий слон · b4 чорний пішак · e4 чорний король · h4 чорний пішак · b2 чорний пішак · e2 білий кінь · f2 білий ферзь · h2 чорний пішак · b1 білий король · d1 біла тура · g1 чорний кінь · h1 чорна тура | e8 білий кінь · c7 чорний пішак · f7 біла тура · g7 чорний пішак · c5 чорний пішак · e5 чорний слон · f5 білий пішак · g5 чорний пішак · h5 білий слон · b4 чорний пішак · e4 чорний король · h4 чорний пішак · b2 чорний пішак · e2 білий кінь · f2 білий ферзь · h2 чорний пішак · b1 білий король · d1 біла тура · g1 чорний кінь · h1 чорна тура | e8 білий кінь · c7 чорний пішак · f7 біла тура · g7 чорний пішак · c5 чорний пішак · e5 чорний слон · f5 білий пішак · g5 чорний пішак · h5 білий слон · b4 чорний пішак · e4 чорний король · h4 чорний пішак · b2 чорний пішак · e2 білий кінь · f2 білий ферзь · h2 чорний пішак · b1 білий король · d1 біла тура · g1 чорний кінь · h1 чорна тура | e8 білий кінь · c7 чорний пішак · f7 біла тура · g7 чорний пішак · c5 чорний пішак · e5 чорний слон · f5 білий пішак · g5 чорний пішак · h5 білий слон · b4 чорний пішак · e4 чорний король · h4 чорний пішак · b2 чорний пішак · e2 білий кінь · f2 білий ферзь · h2 чорний пішак · b1 білий король · d1 біла тура · g1 чорний кінь · h1 чорна тура | 7 |
| 6 | e8 білий кінь · c7 чорний пішак · f7 біла тура · g7 чорний пішак · c5 чорний пішак · e5 чорний слон · f5 білий пішак · g5 чорний пішак · h5 білий слон · b4 чорний пішак · e4 чорний король · h4 чорний пішак · b2 чорний пішак · e2 білий кінь · f2 білий ферзь · h2 чорний пішак · b1 білий король · d1 біла тура · g1 чорний кінь · h1 чорна тура | e8 білий кінь · c7 чорний пішак · f7 біла тура · g7 чорний пішак · c5 чорний пішак · e5 чорний слон · f5 білий пішак · g5 чорний пішак · h5 білий слон · b4 чорний пішак · e4 чорний король · h4 чорний пішак · b2 чорний пішак · e2 білий кінь · f2 білий ферзь · h2 чорний пішак · b1 білий король · d1 біла тура · g1 чорний кінь · h1 чорна тура | e8 білий кінь · c7 чорний пішак · f7 біла тура · g7 чорний пішак · c5 чорний пішак · e5 чорний слон · f5 білий пішак · g5 чорний пішак · h5 білий слон · b4 чорний пішак · e4 чорний король · h4 чорний пішак · b2 чорний пішак · e2 білий кінь · f2 білий ферзь · h2 чорний пішак · b1 білий король · d1 біла тура · g1 чорний кінь · h1 чорна тура | e8 білий кінь · c7 чорний пішак · f7 біла тура · g7 чорний пішак · c5 чорний пішак · e5 чорний слон · f5 білий пішак · g5 чорний пішак · h5 білий слон · b4 чорний пішак · e4 чорний король · h4 чорний пішак · b2 чорний пішак · e2 білий кінь · f2 білий ферзь · h2 чорний пішак · b1 білий король · d1 біла тура · g1 чорний кінь · h1 чорна тура | e8 білий кінь · c7 чорний пішак · f7 біла тура · g7 чорний пішак · c5 чорний пішак · e5 чорний слон · f5 білий пішак · g5 чорний пішак · h5 білий слон · b4 чорний пішак · e4 чорний король · h4 чорний пішак · b2 чорний пішак · e2 білий кінь · f2 білий ферзь · h2 чорний пішак · b1 білий король · d1 біла тура · g1 чорний кінь · h1 чорна тура | e8 білий кінь · c7 чорний пішак · f7 біла тура · g7 чорний пішак · c5 чорний пішак · e5 чорний слон · f5 білий пішак · g5 чорний пішак · h5 білий слон · b4 чорний пішак · e4 чорний король · h4 чорний пішак · b2 чорний пішак · e2 білий кінь · f2 білий ферзь · h2 чорний пішак · b1 білий король · d1 біла тура · g1 чорний кінь · h1 чорна тура | e8 білий кінь · c7 чорний пішак · f7 біла тура · g7 чорний пішак · c5 чорний пішак · e5 чорний слон · f5 білий пішак · g5 чорний пішак · h5 білий слон · b4 чорний пішак · e4 чорний король · h4 чорний пішак · b2 чорний пішак · e2 білий кінь · f2 білий ферзь · h2 чорний пішак · b1 білий король · d1 біла тура · g1 чорний кінь · h1 чорна тура | e8 білий кінь · c7 чорний пішак · f7 біла тура · g7 чорний пішак · c5 чорний пішак · e5 чорний слон · f5 білий пішак · g5 чорний пішак · h5 білий слон · b4 чорний пішак · e4 чорний король · h4 чорний пішак · b2 чорний пішак · e2 білий кінь · f2 білий ферзь · h2 чорний пішак · b1 білий король · d1 біла тура · g1 чорний кінь · h1 чорна тура | 6 |
| 5 | e8 білий кінь · c7 чорний пішак · f7 біла тура · g7 чорний пішак · c5 чорний пішак · e5 чорний слон · f5 білий пішак · g5 чорний пішак · h5 білий слон · b4 чорний пішак · e4 чорний король · h4 чорний пішак · b2 чорний пішак · e2 білий кінь · f2 білий ферзь · h2 чорний пішак · b1 білий король · d1 біла тура · g1 чорний кінь · h1 чорна тура | e8 білий кінь · c7 чорний пішак · f7 біла тура · g7 чорний пішак · c5 чорний пішак · e5 чорний слон · f5 білий пішак · g5 чорний пішак · h5 білий слон · b4 чорний пішак · e4 чорний король · h4 чорний пішак · b2 чорний пішак · e2 білий кінь · f2 білий ферзь · h2 чорний пішак · b1 білий король · d1 біла тура · g1 чорний кінь · h1 чорна тура | e8 білий кінь · c7 чорний пішак · f7 біла тура · g7 чорний пішак · c5 чорний пішак · e5 чорний слон · f5 білий пішак · g5 чорний пішак · h5 білий слон · b4 чорний пішак · e4 чорний король · h4 чорний пішак · b2 чорний пішак · e2 білий кінь · f2 білий ферзь · h2 чорний пішак · b1 білий король · d1 біла тура · g1 чорний кінь · h1 чорна тура | e8 білий кінь · c7 чорний пішак · f7 біла тура · g7 чорний пішак · c5 чорний пішак · e5 чорний слон · f5 білий пішак · g5 чорний пішак · h5 білий слон · b4 чорний пішак · e4 чорний король · h4 чорний пішак · b2 чорний пішак · e2 білий кінь · f2 білий ферзь · h2 чорний пішак · b1 білий король · d1 біла тура · g1 чорний кінь · h1 чорна тура | e8 білий кінь · c7 чорний пішак · f7 біла тура · g7 чорний пішак · c5 чорний пішак · e5 чорний слон · f5 білий пішак · g5 чорний пішак · h5 білий слон · b4 чорний пішак · e4 чорний король · h4 чорний пішак · b2 чорний пішак · e2 білий кінь · f2 білий ферзь · h2 чорний пішак · b1 білий король · d1 біла тура · g1 чорний кінь · h1 чорна тура | e8 білий кінь · c7 чорний пішак · f7 біла тура · g7 чорний пішак · c5 чорний пішак · e5 чорний слон · f5 білий пішак · g5 чорний пішак · h5 білий слон · b4 чорний пішак · e4 чорний король · h4 чорний пішак · b2 чорний пішак · e2 білий кінь · f2 білий ферзь · h2 чорний пішак · b1 білий король · d1 біла тура · g1 чорний кінь · h1 чорна тура | e8 білий кінь · c7 чорний пішак · f7 біла тура · g7 чорний пішак · c5 чорний пішак · e5 чорний слон · f5 білий пішак · g5 чорний пішак · h5 білий слон · b4 чорний пішак · e4 чорний король · h4 чорний пішак · b2 чорний пішак · e2 білий кінь · f2 білий ферзь · h2 чорний пішак · b1 білий король · d1 біла тура · g1 чорний кінь · h1 чорна тура | e8 білий кінь · c7 чорний пішак · f7 біла тура · g7 чорний пішак · c5 чорний пішак · e5 чорний слон · f5 білий пішак · g5 чорний пішак · h5 білий слон · b4 чорний пішак · e4 чорний король · h4 чорний пішак · b2 чорний пішак · e2 білий кінь · f2 білий ферзь · h2 чорний пішак · b1 білий король · d1 біла тура · g1 чорний кінь · h1 чорна тура | 5 |
| 4 | e8 білий кінь · c7 чорний пішак · f7 біла тура · g7 чорний пішак · c5 чорний пішак · e5 чорний слон · f5 білий пішак · g5 чорний пішак · h5 білий слон · b4 чорний пішак · e4 чорний король · h4 чорний пішак · b2 чорний пішак · e2 білий кінь · f2 білий ферзь · h2 чорний пішак · b1 білий король · d1 біла тура · g1 чорний кінь · h1 чорна тура | e8 білий кінь · c7 чорний пішак · f7 біла тура · g7 чорний пішак · c5 чорний пішак · e5 чорний слон · f5 білий пішак · g5 чорний пішак · h5 білий слон · b4 чорний пішак · e4 чорний король · h4 чорний пішак · b2 чорний пішак · e2 білий кінь · f2 білий ферзь · h2 чорний пішак · b1 білий король · d1 біла тура · g1 чорний кінь · h1 чорна тура | e8 білий кінь · c7 чорний пішак · f7 біла тура · g7 чорний пішак · c5 чорний пішак · e5 чорний слон · f5 білий пішак · g5 чорний пішак · h5 білий слон · b4 чорний пішак · e4 чорний король · h4 чорний пішак · b2 чорний пішак · e2 білий кінь · f2 білий ферзь · h2 чорний пішак · b1 білий король · d1 біла тура · g1 чорний кінь · h1 чорна тура | e8 білий кінь · c7 чорний пішак · f7 біла тура · g7 чорний пішак · c5 чорний пішак · e5 чорний слон · f5 білий пішак · g5 чорний пішак · h5 білий слон · b4 чорний пішак · e4 чорний король · h4 чорний пішак · b2 чорний пішак · e2 білий кінь · f2 білий ферзь · h2 чорний пішак · b1 білий король · d1 біла тура · g1 чорний кінь · h1 чорна тура | e8 білий кінь · c7 чорний пішак · f7 біла тура · g7 чорний пішак · c5 чорний пішак · e5 чорний слон · f5 білий пішак · g5 чорний пішак · h5 білий слон · b4 чорний пішак · e4 чорний король · h4 чорний пішак · b2 чорний пішак · e2 білий кінь · f2 білий ферзь · h2 чорний пішак · b1 білий король · d1 біла тура · g1 чорний кінь · h1 чорна тура | e8 білий кінь · c7 чорний пішак · f7 біла тура · g7 чорний пішак · c5 чорний пішак · e5 чорний слон · f5 білий пішак · g5 чорний пішак · h5 білий слон · b4 чорний пішак · e4 чорний король · h4 чорний пішак · b2 чорний пішак · e2 білий кінь · f2 білий ферзь · h2 чорний пішак · b1 білий король · d1 біла тура · g1 чорний кінь · h1 чорна тура | e8 білий кінь · c7 чорний пішак · f7 біла тура · g7 чорний пішак · c5 чорний пішак · e5 чорний слон · f5 білий пішак · g5 чорний пішак · h5 білий слон · b4 чорний пішак · e4 чорний король · h4 чорний пішак · b2 чорний пішак · e2 білий кінь · f2 білий ферзь · h2 чорний пішак · b1 білий король · d1 біла тура · g1 чорний кінь · h1 чорна тура | e8 білий кінь · c7 чорний пішак · f7 біла тура · g7 чорний пішак · c5 чорний пішак · e5 чорний слон · f5 білий пішак · g5 чорний пішак · h5 білий слон · b4 чорний пішак · e4 чорний король · h4 чорний пішак · b2 чорний пішак · e2 білий кінь · f2 білий ферзь · h2 чорний пішак · b1 білий король · d1 біла тура · g1 чорний кінь · h1 чорна тура | 4 |
| 3 | e8 білий кінь · c7 чорний пішак · f7 біла тура · g7 чорний пішак · c5 чорний пішак · e5 чорний слон · f5 білий пішак · g5 чорний пішак · h5 білий слон · b4 чорний пішак · e4 чорний король · h4 чорний пішак · b2 чорний пішак · e2 білий кінь · f2 білий ферзь · h2 чорний пішак · b1 білий король · d1 біла тура · g1 чорний кінь · h1 чорна тура | e8 білий кінь · c7 чорний пішак · f7 біла тура · g7 чорний пішак · c5 чорний пішак · e5 чорний слон · f5 білий пішак · g5 чорний пішак · h5 білий слон · b4 чорний пішак · e4 чорний король · h4 чорний пішак · b2 чорний пішак · e2 білий кінь · f2 білий ферзь · h2 чорний пішак · b1 білий король · d1 біла тура · g1 чорний кінь · h1 чорна тура | e8 білий кінь · c7 чорний пішак · f7 біла тура · g7 чорний пішак · c5 чорний пішак · e5 чорний слон · f5 білий пішак · g5 чорний пішак · h5 білий слон · b4 чорний пішак · e4 чорний король · h4 чорний пішак · b2 чорний пішак · e2 білий кінь · f2 білий ферзь · h2 чорний пішак · b1 білий король · d1 біла тура · g1 чорний кінь · h1 чорна тура | e8 білий кінь · c7 чорний пішак · f7 біла тура · g7 чорний пішак · c5 чорний пішак · e5 чорний слон · f5 білий пішак · g5 чорний пішак · h5 білий слон · b4 чорний пішак · e4 чорний король · h4 чорний пішак · b2 чорний пішак · e2 білий кінь · f2 білий ферзь · h2 чорний пішак · b1 білий король · d1 біла тура · g1 чорний кінь · h1 чорна тура | e8 білий кінь · c7 чорний пішак · f7 біла тура · g7 чорний пішак · c5 чорний пішак · e5 чорний слон · f5 білий пішак · g5 чорний пішак · h5 білий слон · b4 чорний пішак · e4 чорний король · h4 чорний пішак · b2 чорний пішак · e2 білий кінь · f2 білий ферзь · h2 чорний пішак · b1 білий король · d1 біла тура · g1 чорний кінь · h1 чорна тура | e8 білий кінь · c7 чорний пішак · f7 біла тура · g7 чорний пішак · c5 чорний пішак · e5 чорний слон · f5 білий пішак · g5 чорний пішак · h5 білий слон · b4 чорний пішак · e4 чорний король · h4 чорний пішак · b2 чорний пішак · e2 білий кінь · f2 білий ферзь · h2 чорний пішак · b1 білий король · d1 біла тура · g1 чорний кінь · h1 чорна тура | e8 білий кінь · c7 чорний пішак · f7 біла тура · g7 чорний пішак · c5 чорний пішак · e5 чорний слон · f5 білий пішак · g5 чорний пішак · h5 білий слон · b4 чорний пішак · e4 чорний король · h4 чорний пішак · b2 чорний пішак · e2 білий кінь · f2 білий ферзь · h2 чорний пішак · b1 білий король · d1 біла тура · g1 чорний кінь · h1 чорна тура | e8 білий кінь · c7 чорний пішак · f7 біла тура · g7 чорний пішак · c5 чорний пішак · e5 чорний слон · f5 білий пішак · g5 чорний пішак · h5 білий слон · b4 чорний пішак · e4 чорний король · h4 чорний пішак · b2 чорний пішак · e2 білий кінь · f2 білий ферзь · h2 чорний пішак · b1 білий король · d1 біла тура · g1 чорний кінь · h1 чорна тура | 3 |
| 2 | e8 білий кінь · c7 чорний пішак · f7 біла тура · g7 чорний пішак · c5 чорний пішак · e5 чорний слон · f5 білий пішак · g5 чорний пішак · h5 білий слон · b4 чорний пішак · e4 чорний король · h4 чорний пішак · b2 чорний пішак · e2 білий кінь · f2 білий ферзь · h2 чорний пішак · b1 білий король · d1 біла тура · g1 чорний кінь · h1 чорна тура | e8 білий кінь · c7 чорний пішак · f7 біла тура · g7 чорний пішак · c5 чорний пішак · e5 чорний слон · f5 білий пішак · g5 чорний пішак · h5 білий слон · b4 чорний пішак · e4 чорний король · h4 чорний пішак · b2 чорний пішак · e2 білий кінь · f2 білий ферзь · h2 чорний пішак · b1 білий король · d1 біла тура · g1 чорний кінь · h1 чорна тура | e8 білий кінь · c7 чорний пішак · f7 біла тура · g7 чорний пішак · c5 чорний пішак · e5 чорний слон · f5 білий пішак · g5 чорний пішак · h5 білий слон · b4 чорний пішак · e4 чорний король · h4 чорний пішак · b2 чорний пішак · e2 білий кінь · f2 білий ферзь · h2 чорний пішак · b1 білий король · d1 біла тура · g1 чорний кінь · h1 чорна тура | e8 білий кінь · c7 чорний пішак · f7 біла тура · g7 чорний пішак · c5 чорний пішак · e5 чорний слон · f5 білий пішак · g5 чорний пішак · h5 білий слон · b4 чорний пішак · e4 чорний король · h4 чорний пішак · b2 чорний пішак · e2 білий кінь · f2 білий ферзь · h2 чорний пішак · b1 білий король · d1 біла тура · g1 чорний кінь · h1 чорна тура | e8 білий кінь · c7 чорний пішак · f7 біла тура · g7 чорний пішак · c5 чорний пішак · e5 чорний слон · f5 білий пішак · g5 чорний пішак · h5 білий слон · b4 чорний пішак · e4 чорний король · h4 чорний пішак · b2 чорний пішак · e2 білий кінь · f2 білий ферзь · h2 чорний пішак · b1 білий король · d1 біла тура · g1 чорний кінь · h1 чорна тура | e8 білий кінь · c7 чорний пішак · f7 біла тура · g7 чорний пішак · c5 чорний пішак · e5 чорний слон · f5 білий пішак · g5 чорний пішак · h5 білий слон · b4 чорний пішак · e4 чорний король · h4 чорний пішак · b2 чорний пішак · e2 білий кінь · f2 білий ферзь · h2 чорний пішак · b1 білий король · d1 біла тура · g1 чорний кінь · h1 чорна тура | e8 білий кінь · c7 чорний пішак · f7 біла тура · g7 чорний пішак · c5 чорний пішак · e5 чорний слон · f5 білий пішак · g5 чорний пішак · h5 білий слон · b4 чорний пішак · e4 чорний король · h4 чорний пішак · b2 чорний пішак · e2 білий кінь · f2 білий ферзь · h2 чорний пішак · b1 білий король · d1 біла тура · g1 чорний кінь · h1 чорна тура | e8 білий кінь · c7 чорний пішак · f7 біла тура · g7 чорний пішак · c5 чорний пішак · e5 чорний слон · f5 білий пішак · g5 чорний пішак · h5 білий слон · b4 чорний пішак · e4 чорний король · h4 чорний пішак · b2 чорний пішак · e2 білий кінь · f2 білий ферзь · h2 чорний пішак · b1 білий король · d1 біла тура · g1 чорний кінь · h1 чорна тура | 2 |
| 1 | e8 білий кінь · c7 чорний пішак · f7 біла тура · g7 чорний пішак · c5 чорний пішак · e5 чорний слон · f5 білий пішак · g5 чорний пішак · h5 білий слон · b4 чорний пішак · e4 чорний король · h4 чорний пішак · b2 чорний пішак · e2 білий кінь · f2 білий ферзь · h2 чорний пішак · b1 білий король · d1 біла тура · g1 чорний кінь · h1 чорна тура | e8 білий кінь · c7 чорний пішак · f7 біла тура · g7 чорний пішак · c5 чорний пішак · e5 чорний слон · f5 білий пішак · g5 чорний пішак · h5 білий слон · b4 чорний пішак · e4 чорний король · h4 чорний пішак · b2 чорний пішак · e2 білий кінь · f2 білий ферзь · h2 чорний пішак · b1 білий король · d1 біла тура · g1 чорний кінь · h1 чорна тура | e8 білий кінь · c7 чорний пішак · f7 біла тура · g7 чорний пішак · c5 чорний пішак · e5 чорний слон · f5 білий пішак · g5 чорний пішак · h5 білий слон · b4 чорний пішак · e4 чорний король · h4 чорний пішак · b2 чорний пішак · e2 білий кінь · f2 білий ферзь · h2 чорний пішак · b1 білий король · d1 біла тура · g1 чорний кінь · h1 чорна тура | e8 білий кінь · c7 чорний пішак · f7 біла тура · g7 чорний пішак · c5 чорний пішак · e5 чорний слон · f5 білий пішак · g5 чорний пішак · h5 білий слон · b4 чорний пішак · e4 чорний король · h4 чорний пішак · b2 чорний пішак · e2 білий кінь · f2 білий ферзь · h2 чорний пішак · b1 білий король · d1 біла тура · g1 чорний кінь · h1 чорна тура | e8 білий кінь · c7 чорний пішак · f7 біла тура · g7 чорний пішак · c5 чорний пішак · e5 чорний слон · f5 білий пішак · g5 чорний пішак · h5 білий слон · b4 чорний пішак · e4 чорний король · h4 чорний пішак · b2 чорний пішак · e2 білий кінь · f2 білий ферзь · h2 чорний пішак · b1 білий король · d1 біла тура · g1 чорний кінь · h1 чорна тура | e8 білий кінь · c7 чорний пішак · f7 біла тура · g7 чорний пішак · c5 чорний пішак · e5 чорний слон · f5 білий пішак · g5 чорний пішак · h5 білий слон · b4 чорний пішак · e4 чорний король · h4 чорний пішак · b2 чорний пішак · e2 білий кінь · f2 білий ферзь · h2 чорний пішак · b1 білий король · d1 біла тура · g1 чорний кінь · h1 чорна тура | e8 білий кінь · c7 чорний пішак · f7 біла тура · g7 чорний пішак · c5 чорний пішак · e5 чорний слон · f5 білий пішак · g5 чорний пішак · h5 білий слон · b4 чорний пішак · e4 чорний король · h4 чорний пішак · b2 чорний пішак · e2 білий кінь · f2 білий ферзь · h2 чорний пішак · b1 білий король · d1 біла тура · g1 чорний кінь · h1 чорна тура | e8 білий кінь · c7 чорний пішак · f7 біла тура · g7 чорний пішак · c5 чорний пішак · e5 чорний слон · f5 білий пішак · g5 чорний пішак · h5 білий слон · b4 чорний пішак · e4 чорний король · h4 чорний пішак · b2 чорний пішак · e2 білий кінь · f2 білий ферзь · h2 чорний пішак · b1 білий король · d1 біла тура · g1 чорний кінь · h1 чорна тура | 1 |
|   | a | b | c | d | e | f | g | h |   |

1. Lg6? ~ 2. f6#
1. ... Lc3, Lg3, Ld6, Lf6, Ld4, Lf4!
1. Te7! ~ Zz
1. ... b3 2. Sc3#
1. ... h3 2. Sg3#
1. ... c6 2. Sd6#
1. ... g6 2. Sf6#
1. ... c4 2. Td4#
1. ... g4 2. Df4#
Тема пройшла в шести варіантах. 